# Gilberto Teodoro jr.
Gilberto C. Teodoro jr. (Manilla, 14 juni 1964) is een Filipijns politicus. Teodoro was bij de verkiezingen van 2010 een van de kandidaten voor het Filipijns presidentschap. Daarvoor was Teodoro van 2007 tot 2009 minister van defensie in het kabinet van Gloria Macapagal-Arroyo. Van 1998 tot 2007 was hij lid van het Huis van Afgevaardigden. Teodoro jr. is tevens de leider van de Nationalist People’s Coalition, een van de grote regeringspartijen.
Teodoro jr. is het enige kind van Gilberto Teodoro en Mercedes Teodoro. Zijn moeder was lid van het Filipijns parlement, Batasang Pambansa en is de jongere zus van Eduardo Cojuangco jr.. Hij is getrouwd met Monica Louise Prieto, die zelf in 2007 werd gekozen als lid van het Huis van Afgevaardigden

## Vroege levensloop en carrière
Al op jonge leeftijd was Teodoro politiek actief. Zo was hij van 1980 tot 1985 president van de Kabataang Barangay (jeugdafdeling binnen het bestuur van een barangay) van Tarlac City en van de Kabataang Barangay Federation van Centraal Luzon. Aansluitend werd hij lid van de Sangguniang Panlalawigan (jeugdraadslid). Teodoro studeerde aan de De La Salle University, waar hij zijn Bachelor-diploma Management van Financiële Instituten behaalde. Daarnaast studeerde hij nog rechten aan de University of the Philippines en behaalde hij een Masters-diploma Rechten aan Harvard. Hij was de best presterende rechtenstudent bij de toelatingsexamens voor de Filipijnse balie (bar exams) in 1989 en behaalde in 1997 ook een positief resultaat bij het toelatingsexamen voor de advocatenbalie van de staat New York.

## Landelijke politiek
Bij de verkiezingen van 1998 werd Teodoro jr. voor de eerste maal gekozen als lid van het Filipijnse Huis van Afgevaardigden namens het namens het 1e kiesdistrict van Tarlac. In 2001 en 2004 werd hij herkozen. Na zijn derde termijn als afgevaardigde werd Teodoro jr. in juni 2007 benoemd als minister van Defensie. Omdat hij op dat moment in het buitenland verbleef werd Norberto Gonzales tijdelijk aangesteld als minister tot Teodoro jr. op 8 augustus 2007 aangesteld kon worden als de nieuwe minister van Defensie. Met zijn 43 jaar was de jongste persoon die deze functie tot op dat moment had bekleed.
In maart 2009 kondigde Teodoro aan dat hij zich bij de verkiezingen van 2010 wilde kandideren als president van de Filipijnen. Tot halverwege september was echter onduidelijk of Teodoro door diens politieke partij, de fusiepartij Lakas-Kampi daadwerkelijk zou worden gekozen als vlaggendrager. Nadat vicepresident Noli de Castro had aangegeven zich niet bij de partij wilde aansluiten, ging de strijd binnen de partij tussen hem en de andere gegadigde Bayani Fernando. Op 16 september 2009 werd bekendgemaakt dat Teodoro de geheime stemming met 42-5 had gewonnen en definitief was gekozen tot de presidentskadidaat van de partij. Bij de verkiezingen op 10 mei eindigde Teodoro met 11,3% van de stemmen als vierde achter winnaar Benigno Aquino III, Joseph Estrada en Manny Villar.

## Persoonlijk
Teodoro trouwde in 1992 met Monica Prieto-Teodoro, een voormalig model uit de Roces en Prieto familieclans. Zijn vrouw volgde hem in 2007 op als afgevaardigde van het eerste kiesdistrict van Tarlac. Monica en Gilberto hebben een zoon, Jaime.